# N14 (Luxemburg)
De N14 (Luxemburgs: Nationalstrooss 14) is een nationale weg in Luxemburg. De route met een lengte van ongeveer 32,5 kilometer verbindt Diekirch (N7) met Wecker (N1).
Bij Graulinster valt de weg kort samen met de N11-E29. In Wecker gaat de route over de Syre en in Diekirch steekt de weg de Sûre over.

## Plaatsen langs de N14
- Diekirch
- Stegen
- Medernach
- Larochette
- Heffingen
- Graulinster
- Beidweiler
- Biwer
- Wecker

## N14a
De N14a is een verbindingsweg in het plaatsje Medernach. De route heeft een lengte van ongeveer 900 meter en verbindt de N14 met de CR358.
N1 ·
N2 ·
N3 ·
N4 ·
N5 ·
N6 ·
N7 ·
N8 ·
N10 ·
N11 ·
N12 ·
N13 ·
N14 ·
N15 ·
N16 ·
N17 ·
N18 ·
N19 ·
N20 ·
N21 ·
N22 ·
N23 ·
N24 ·
N25 ·
N26 ·
N27 ·
N28 ·
N31 ·
N32 ·
N33 ·
N34 ·
N35 ·
N37 ·
N38
N50 ·
N51 ·
N52 ·
N53 ·
N55 ·
N56 ·
N57